# 피에르 카시냐르
피에르 카시냐르(프랑스어: Pierre Cassignard, 1965년 12월 19일 ~ 2021년 12월 20일)는 프랑스의 배우이다.

## 영화
- 정복 (2011년) - 프레더릭 르페브르 역
- 아이들에게 허락을 맡아 (2007, Demandez la permission aux enfants)
- J'aurais voulu être un danseur (2007)
- Tout pour plaire (2005)
- 사랑은 타이밍! (2005년)
- 가혹한 임무 (2003년)
- 빠르거나 느리거나 (1999년)
- 세븐스 헤븐 (1997, Le Septième Ciel)
- 프랑스 여인 (1995, Une femme française)